# Washimiya (Saitama)
Washimiya (jap. 鷲宮町, -machi) war eine Stadt auf der japanischen Hauptinsel Honshū im Landkreis Kitakatsushika in der Präfektur Saitama. Am 23. März 2010 vereinigte sie sich mit Kurihashi und Shōbu zur Gemeinde Kuki.

## Verkehr
- Zug:
  - JR Tōhoku-Hauptlinie, nach Ueno oder Aomori